# 本·伍拉斯頓
本·伍拉斯頓（英語：Ben Woollaston，1987年5月14日—）是來自萊斯特的英格蘭職業司諾克選手。他唯一的職業賽冠軍是在2011年第三回球員巡迴錦標賽上獲得的。伍拉斯頓唯一一次排名賽決賽是在2015年威爾斯公開賽上，當時他輸給了約翰·希金斯。

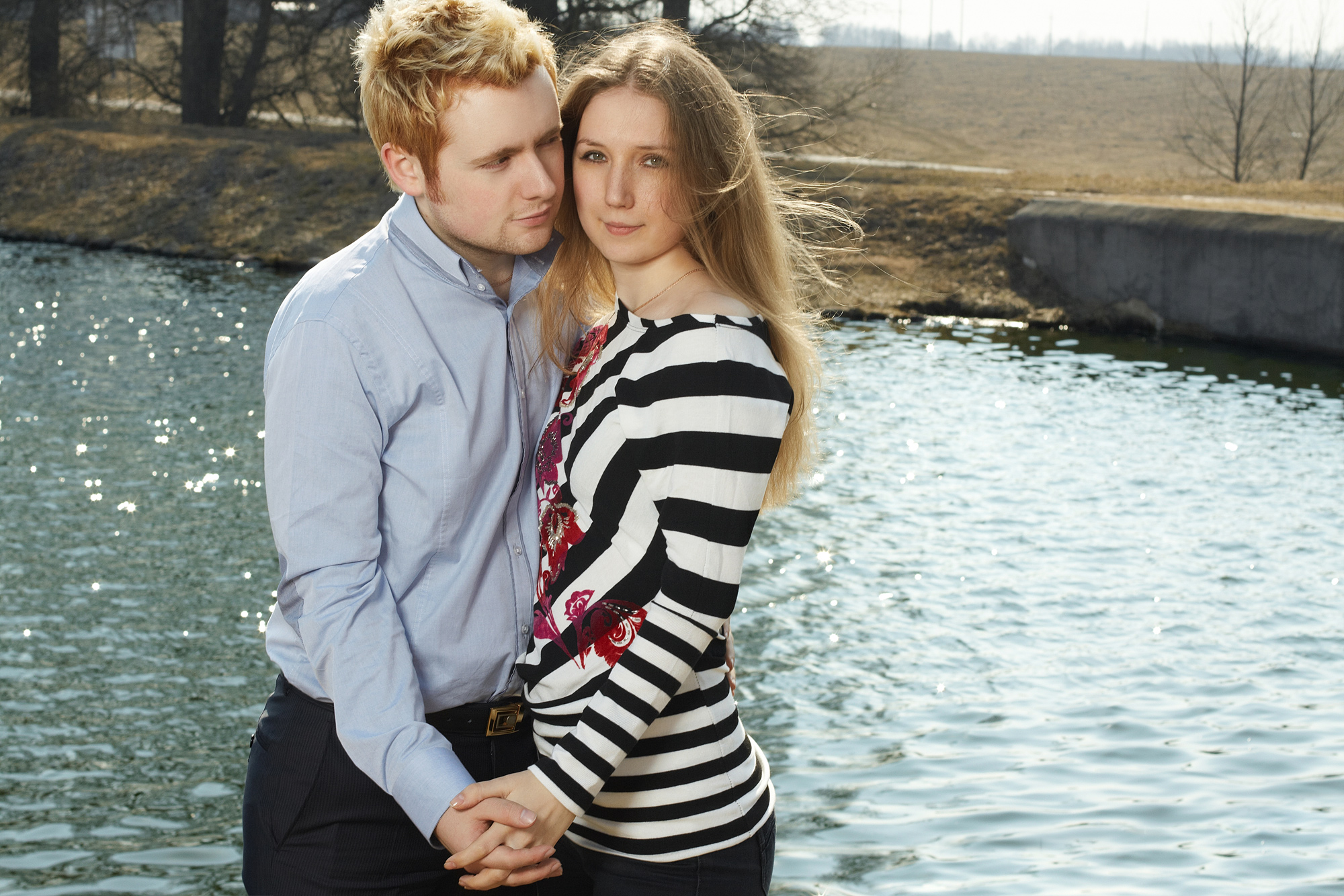
本·伍拉斯頓與妻子塔蒂亞娜·伍拉斯頓，2011年

伍拉斯頓的妻子本名塔蒂亞娜·托奇洛，原為白俄羅斯的司諾克裁判。他們於2011年6月在她的家鄉平斯克結婚，育有兩個孩子。

## 外部連結
- Ben Woollaston at snooker.org